# Microdymasius
Microdymasius is een kevergeslacht uit de familie van de boktorren (Cerambycidae). De wetenschappelijke naam van het geslacht werd voor het eerst geldig gepubliceerd in 1946 door Pic.

## Soorten
Microdymasius omvat de volgende soorten:
- Microdymasius angustatus (Pic, 1925)
- Microdymasius granulicollis (Gressitt & Rondon, 1970)
- Microdymasius honestus Holzschuh, 1999
- Microdymasius lundbergi (Hüdepohl, 1998)
- Microdymasius niger (Gressitt & Rondon, 1970)
- Microdymasius parvus (Gressitt & Rondon, 1970)
- Microdymasius plagiatus (Gahan, 1906)
- Microdymasius prominor (Gressitt & Rondon, 1970)
- Microdymasius subvestitus (Holzschuh, 1984)